# Effigia okeeffeae
Effigia okeeffeae és un gènere extingit representat per una única espècie de sauròpsid rauisuc que va viure en el Triàsic superior, en el que avui és Nou Mèxic, Estats Units. Aquest animal de 2 metres de longitud va ser recuperat per Edwin H. Colbert en blocs de roca de la pedrera de Ghost Ranch, que van ser excavats entre 1947 i 1948. No obstant això, Colbert no va pensar que allí hi hagué grans vertebrats a part dels dinosaures teròpodes basals en la pedrera així que ni tan sols va obrir els embolcalls de guix de molts dels blocs que després van ser enviats al Museu Americà d'Història Natural.

## Descobriment
El fòssil va ser redescobert per l'estudiant graduat Sterling Nesbitt en el Museu Americà d'Història Natural. Nesbitt va obrir els embolcalls dels blocs per trobar nous espècimens de Coelophysis. En trobar les restes d' Effigia, ell va reconèixer instantàniament que no era un dinosaure i va procedir a localitzar la resta dels blocs procedents de l'àrea de la pedrera. Nesbitt i Mark Norell, curador del museu, el van denominar Effigia okeeffeae el gener de 2006 en honor de Georgia O'Keeffe, qui va passar molts anys a Ghost Ranch (les seves cendres hi van ser escampades).

## Convergència
Effigia és notable per ser extremadament similar als dinosaures ornitomímids. Nesbitt, en 2007, va mostrar que Effigia era molt similar a Shuvosaurus, que era definitivamnete un membre del grup de Crurotarsi Suchia (en la línia que condueix als cocodrils moderns), i que la seva semblança als ornitomímids representa un cas de evolució convergent "extrema". Nesbitt també va demostrar que Shuvosaurus era el mateix animal que Chatterjeea, i que pertanyia a un clade exclusiu de suquis properament relacionats com Shuvosaurus i Poposaurus (Poposauridae). Dins d'aquest grup, Effigia forma un clade encara més exclusiu amb Shuvosaurus i el Sillosuchus de Sud-amèrica (Shuvosaurinae). En 2007, Lucas i col·legues van suggerir que Effigia era el sinònim menor de Shuvosaurus i van usar la nova combinació Shuvosaurus okeeffeae per a aquest animal.

## En cultura popular
En l'episodi de The_Colbert_Report de 30 de gener de 2006, Stephen_Colbert va promocionar satíricament el fòssil com a refutació dels "Darwinlucionistes" ("que tracten d'afirmar que cada classe de criatura havia evolucionat dels micos"). Colbert també creu que el fòssil no hauria d'haver estat nomenat per Georgia O'Keeffe, les pintures de la qual "l'espantarien", i en el seu lloc hauria d'haver estat nomenat per Edwin H. Colbert (veure Llista els episodis de The Colbert Report).
En la pel·lícula 3-D IMAX de 2007 Dinosaurs Alive!, Nesbitt explica com va descobrir Effigia. També ofereix en una seqüència animada on és perseguit per un petit paquet de Coelophysis i més tard assassinat per un Redondasaurus.